# Le spie della porta accanto
Le spie della porta accanto (Keeping Up with the Joneses) è un film del 2016 diretto da Greg Mottola.

## Trama
Jeff e Karen Gaffney sono una tranquilla coppia che vive in periferia con i propri figli che al momento sono in campeggio. Un giorno una nuova coppia, i Jones, alti, belli, affascinanti e molto eleganti, si trasferisce proprio nella villa di fronte alla loro. Tra le due coppie si instaura subito un cordiale rapporto di buon vicinato. Karen però, fin da subito, intuisce qualcosa di strano nella vita della coppia dei nuovi vicini, mentre Jeff, sincero e ingenuo, crede che sua moglie fantastichi troppo. Una sera, quando Jeff e Karen stanno avendo un approccio intimo, involontariamente rompono il regalo ricevuto dai Jones (una scultura in vetro soffiato realizzata artigianalmente da Tim Jones) e notano al suo interno una microspia. Per trovare conferma ai loro, a questo punto, fondati sospetti, si introducono furtivamente nell'abitazione dei Jones in loro assenza, dove troveranno strumentazioni solitamente usate dagli agenti segreti operativi. La loro vita viene stravolta quando resteranno coinvolti in una delle loro segretissime operazioni: stanare e neutralizzare un misterioso trafficante di microchip soprannominato "Scorpione". Nel corso della missione, più volte messa a rischio dalla loro goffa inesperienza, i Gaffney riveleranno tuttavia delle doti assolutamente inaspettate, riuscendo a salvare una situazione apparentemente disperata e stabilendo/mantenendo un inatteso rapporto umano con i loro "turbolenti" nuovi amici.

## Distribuzione
Il film è stato distribuito nelle sale cinematografiche statunitensi il 21 ottobre 2016. Nelle sale italiane è uscito l'8 febbraio 2017.